# Platygaster nigricoxa
Platygaster nigricoxa är en stekelart som beskrevs av Fouts 1925. Platygaster nigricoxa ingår i släktet Platygaster och familjen gallmyggesteklar. Inga underarter finns listade i Catalogue of Life.